# James Bronterre O'Brien

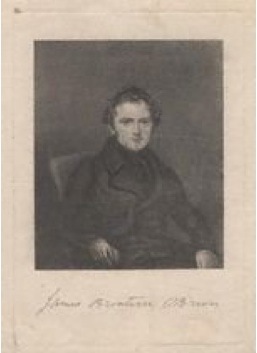
James Bronterre O'Brien.

James Bronterre O'Brien (febrero de 1804-23 de diciembre de 1864) fue un líder cartista irlandés influido por el primer socialismo francés y especialmente por el neobabuvismo.

## Biografía
Trabajó en el periódico Northern Star en el que publicó artículos sobre la propiedad como un instrumento de opresión y de explotación de la clase trabajadora. En uno del 2 de junio de 1834 escribió:

Los pocos han usurpado la maquinaria del gobierno excluyendo a los muchos, han transformado en propiedad lo que propiedad no era y, a lo que es realmente bona fide propiedad, la han privado del nombre y de los atributos de la propiedad. Han conferido a ciertas clases de la sociedad un ilimitado poder sobre el trabajo y la producción de otras y más numerosas clases…

Admirador de la Revolución francesa y en especial de las figuras de Robespierre y de Babeuf, en 1836 tradujo al inglés y anotó el libro de Filippo Buonarroti sobre la Conspiración de los Iguales y de esta forma introdujo el neobabuvismo en el movimiento obrero británico —aunque eliminando los aspectos conspirativos y utópicos del mismo—, para lo que también se sirvió del periódico National Reformer (asimismo conocido como Bronterre's National Reformer) fundado por él al año siguiente y que dirigió durante sus inicios.
En contra de la opinión de otros líderes cartistas defendió la idea de que el movimiento debía participar en las elecciones presentando sus propios candidatos o apoyando a liberales o a radicales que hubieran asumido los «seis puntos» de la carta.